# X6
X6 var en motorvagn tillverkad av Asea 1960. 
När det uppstod behov för en motorvagnslösning för Stockholms lokaltåg, tittade man på den lyckade lösningen med X7 i Malmö trafikdistrikt, och gav Asea i uppdrag att ta fram en liknande lösning. Endast tre X6-enheter kom att byggas, vilket berodde på oklarheter om vem som skulle ansvara för lokaltrafiken i Stockholms län på 60-talet. Slutligen blev det SL, men X6 motorvagnarna ägdes och kördes av SJ. De tre X6-enheterna sattes i trafik i Stockholmsområdet i början av 60-talet på Märsta-Södertäljelinjen. X6-motorvagnarna blev SJ:s första riktiga motorvagnar för pendeltrafik, och kom att bli föregångare för de nästkommande X1-motorvagnarna. När väl X1-leveranserna kommit igång i slutet av 60-talet kom de tre X6-enheterna att bli för udda i Stockholm och de förflyttades därför till Göteborgsområdet i början av 70-talet, där de sedan kom att rulla tills de ersattes av X10-motorvagnar år 1985. I Göteborgsområdet målades vagnarna helt i en knallröd färg fast med gråa tak och gick i trafik på pendeltågslinjen Göteborg C - Alingsås. De tre tågen fick sitt eget namn uppkallade efter de sjöar som tågen passerade på vägen mellan Göteborg och Alingsås. Tågen hade namnen Sävelången, Aspen och Mjörn. Inuti vagnarna var väggarna ljusgröna. Mittenvagnen hade röda galonsäten medan de två övriga vagnarna hade mörkgröna galonsäten. Under varje fönster fanns en klassisk grå SJ-papperskorg. Insidan av tågen liknade de gamla tunnelbanevagnarna som byggdes i Stockholm på 1950- samt 1960-talet. Samma ljusgröna färg på väggarna, liknande lysrör samt högtalare i taken. Likadana mörkgröna galonsäten.